# Vic Crowe
Victor Herbert Crowe (Abercynon, 31 de janeiro de 1932 - 21 de janeiro de 2009) foi um futebolista  e treinador galês que atuava como meia.

## Carreira
Vic Crowe fez parte do elenco da Seleção Galesa de Futebol, na Copa do Mundo de 1958.